# میانمار نشنال ایرلاینز
میانمار نشنال ایرلاینز (به انگلیسی: Myanmar National Airlines) یک شرکت هواپیمایی با کد یاتا UB است که در ۱۵ سپتامبر ۱۹۴۸ میلادی تأسیس شده‌است. دفتر مرکزی میانمار نشنال ایرلاینز در یانگون، میانمار واقع شده‌است و به ۲۷ مقصد، پرواز انجام می‌دهد.